# Король Лев (франшиза)
«Король Лев» (англ. The Lion King) — медиафраншиза Disney, состоящая из серии фильмов и других медиа. Успех оригинального мультфильма «Король Лев» привёл к созданию сиквела и приквела, ремейка, приквела/сиквела к ремейку, телесиквела, двух мультсериалов, трёх образовательных короткометражек, нескольких игр, мерчандайза, мюзикла, который получил шесть премий «Тони», включая Лучший мюзикл. Это одна из самых кассовых медиафраншиз в истории. Франшиза в целом имеет ЭГОТ, что означает, что она выиграла четыре крупнейшие награды американского шоу-бизнеса.
Франшиза в основном вращается вокруг прайда львов, которые контролируют большую полосу африканской саванны как своё «королевство», известное как Земли Прайда, их лидер Симба следит за ней как «король». Первые три фильма широко известны тем, что на них повлияли работы Уильяма Шекспира, а также другие работы, основанные на его материале. Это одна из самых прибыльных франшиз Disney, прибыль, по оценкам, превышает 11,6 миллиарда долларов по состоянию на 2019 год.

## Фильмы

### Традиционная анимация

#### Король Лев
«Король Лев» был выпущен в 1994 году и это был 32-й оригинальный мультфильм Уолта Диснея. Мультфильм рассказывает о львёнке по имени Симба, которому предстоит пройти через предательство и изгнание, найти преданных друзей и свою любовь, а также стать истинным Королём. Мультфильм частично основан на трагедии Уильяма Шекспира «Гамлет»(только события мультфильма происходит в Танзании). Ранее он считался плагиатом аниме «Кимба, белый лев».

#### Король Лев 2: Гордость Симбы
В 1998 году вышло продолжение «Король Лев 2: Гордость Симбы». Мультфильм рассказывает историю дочери Симбы Киары, которая влюбляется в Кову, льва из прайда отщепенцев, который возглавляет его мать Зира, которая желает отомстить за смерть Шрама. Мультфильм частично основан на трагедии Уильяма Шекспира «Ромео и Джульетта».

#### Король Лев 3: Хакуна матата
В 2004 году вышел параллелквел «Король Лев 3: Хакуна матата». Он рассказывает о событиях первого мультфильма с позиции Тимона и Пумбы. Мультфильм частично основан на трагикомедии Тома Стоппарда «Розенкранц и Гильденстерн мертвы».

### CGI-анимация

#### Король Лев (2019)
Выход ремейка был анонсирован 28 сентября 2016 года, тогда же рассказали, что режиссёром грядущей картины выступит Джон Фавро.
Официальный утверждённый актёрский состав мультфильма объявили в ноябре 2017 года. Производство самого мультфильма началось в мае 2017 года на фоне синего экрана в Лос-Анджелесе, штат Калифорния.
22 ноября 2018 года Американская студия Walt Disney опубликовала в YouTube официальный трейлер обновлённого мультфильма «Король Лев» (The Lion King), который за четверо суток собрал около 39 млн просмотров. Компьютерный мультфильм вышел в мировой прокат 19 июля 2019 года в посвящение 25-летнему юбилею мультфильма 1994 года.

#### Муфаса: Король Лев (2024)
29 сентября 2020 года «Deadline Hollywood» объявил, что в разработке находится следующий фильм, режиссёром которого является Барри Дженкинс. «The Hollywood Reporter» объявил, что фильм будет приквелом и будет рассказывать историю Муфасы, в то время как «Deadline» объявил, что фильм будет продолжением и будет рассказывать как историю Муфасы, так и о событиях после первого фильма, подобно фильму «Крёстный отец 2». В августе 2021 года было объявлено, что Аарон Пьер и Кельвин Харрисон-младший получили роли молодого Муфасы и молодого Шрама соответственно. Премьера фильма состоялась 20 декабря 2024 года, хотя до этого она была запланирована на 5 июля 2024 года, но была сдвинута из-за забастовки Гильдии киноактёров США.

## Телесериалы

### Король Лев: Тимон и Пумба
Мультсериал рассказывает о приключениях Тимона и Пумбы.

### Хранитель Лев
Мультсериал рассказывает о приключениях львёнка Кайона — сына Симбы и Налы, младшего брата Киары. Однажды юный принц открывает в себе способность использовать Рычание Предков — особенно громкое рычание, поддерживаемое духами предков и способное снести целую рощу. Позднее львёнок узнаёт, что ему суждено стать лидером Львиной Охраны — элитной команды львов, в которую входят самый храбрый, самый быстрый, самый сильный и самый остроглазый лев в саванне, предназначенной охранять Великий Круг Жизни на Землях Прайда, а возглавляет эту команду самый грозный лев — обладающий Рычанием Предков. Возродив Львиную Охрану, Кайон учится быть достойным лидером в ней, осваивает командный дух, а также осознаёт, насколько важно заботиться о своих близких, ценить дружбу, уважать старших и, конечно, всегда верить в свои силы.

### Банга хочет знать
Премьера анимационного мини-сериала-спин-оффа «Банга Хочет Знать» («It’s UnBungalievable») с медоедом Бангой и цаплей Оно в главной роли состоялась на Disney Junior и Disneynature 9 января 2016 года. В этом мини-сериале Банга и Оно выбирают двух животных для участия в соревнованиях, таких как «Кто быстрее?», «Кто могущественнее?», «Кто голоднее?»" и т. д. Сериал отличается от рисованного тем, что в нём много кадров со съёмок из наблюдений за настоящими животными, предоставленные каналом Disneynature.

## Актёрский состав и персонажи

### Создатели
| Создатели                 | Фильмы                                                                      | Фильмы | Фильмы                         | Фильмы                                      | Фильмы | Фильмы                                          |
| Создатели                 | Король Лев                                                                  | Король Лев 2: Гордость Симбы                                                                                             | Король Лев 3: Хакуна матата    | Король Лев                                  | Black Is King | Муфаса: Король Лев                              |
| Создатели                 | 1994                                                                        | 1998 | 2004                           | 2019                                        | 2020 | 2024                                            |
| ------------------------- | --------------------------------------------------------------------------- | --- | ------------------------------ | ------------------------------------------- | --- | ----------------------------------------------- |
| Режиссёры                 | Роджер Аллерс Роб Минкофф                                                   | Дэррел Руни | Брэдли Рэймонд                 | Джон Фавро                                  | Бейонсе | Барри Дженкинс                                  |
| Продюсеры                 | Дон Хан                                                                     | Джанин Роуссел | Джордж А. Мендоза              | Джон Фавро Джеффри Сильвер Карен Гилкрист   | Джереми Салливан Джими Адесанья Блиц Базавуле Бен Купер Астрид Эдвардс Дарвин Джулис Йоли Мес Дафе Оборо Акин Омотосо Уилл Уитни Лорен Бейкер Джейсон Баум Алекс Чемберлен Роберт Дэй Кристоф Фоберт Бриен Юстиниано Ретабиле Молателела Мотоби Сильвия Захари Натан Шеррер Эрин Уильямс | Марк Церьяк Адель Романски                      |
| Сценаристы                | Ирен Меччи Джонатан Робертс Линда Вулвертон                                 | Флип Коблер Синди Маркес                                                                                                 | Том Роджерс                    | Джефф Натансон                              | Бейонсе Ирса Дейли-Уорд Клевер Хоуп Эндрю Морроу | Джефф Натансон                                  |
| Композиторы               | Ханс Циммер Ник Гленни-Смит (дополнительная музыка)Элтон Джон (автор песен) | Ник Гленни-Смит | Дон Харпер                     | Ханс Циммер                                 | Джеймс Уильям Блейдс MeLo-X Дерек Дикси | Ханс Циммер Николас Брителл Лин-Мануэль Миранда |
| Монтажёры                 | Иван Биланкио                                                               | Питер Лонсдэйл | Джойс Аррастья                 | Адам Герстл Марк Ливолси                    | Эндрю Морроу Мария-Селеста Гарраган Хейнс Холл Том Уотсон | Джои МакМиллон                                  |
| Производственные компании | Walt Disney Pictures Walt Disney Feature Animation                          | Walt Disney Television Animation Walt Disney Video Premiere Walt Disney Animation Australia Walt Disney Animation Canada | DisneyToon Studios             | Walt Disney Pictures Fairview Entertainment | Walt Disney Pictures Parkwood Entertainment | Walt Disney Pictures                            |
| Дистрибьюторы             | Buena Vista Pictures                                                        | Walt Disney Home Video                                                                                                   | Walt Disney Home Entertainment | Walt Disney Studios Motion Pictures         | Disney+ | Walt Disney Studios Motion Pictures             |
| Длительность              | 88 мин.                                                                     | 81 мин. | 90 мин.                        | 118 мин.                                    | 85 мин. | неизвестно                                      |
| Даты выхода               | июнь 15, 1994                                                               | октябрь 27, 1998 | февраль 10, 2004               | июль 19, 2019                               | июль 31, 2020 | декабрь 20, 2024                                |

## Реакция

### Кассовые сборы
| Фильм или Мюзикл             | Дата выхода     | Кассовые сборы (в миллионах) | Кассовые сборы (в миллионах) | Кассовые сборы (в миллионах) |
| Фильм или Мюзикл             | Дата выхода     | США                          | За пределами США             | Мир                          |
| Король Лев (1994)            | 15 июня 1994    | $422,8                       | $545,7                       | $968,5                       |
| Король Лев (мюзикл)          | 13 ноября 1997  | $1 652,8                     |                              | $8,100 (2017)                |
| Король Лев 2: Гордость Симбы | 27 октября 1998 | Direct-to-video              | Direct-to-video              | Direct-to-video              |
| Король Лев 3: Хакуна матата  | 10 февраля 2004 | Direct-to-video              | Direct-to-video              | Direct-to-video              |
| Хранитель Лев: Герои саванны | 22 ноября 2015  | Телефильм                    | Телефильм                    | Телефильм                    |
| Король Лев (2019)            | 19 июля 2019    | $543,6                       | $1 113,2                     | $1 656,8                     |

### Реакция критиков
| Фильмы                       | Rotten Tomatoes    | Metacritic        | CinemaScore |
| ---------------------------- | ------------------ | ----------------- | ----------- |
| Король Лев (1994)            | 93 % (136 отзывов) | 88 % (30 отзывов) | A+          |
| Король Лев 2: Гордость Симбы | 62 % (13 отзывов)  | н/д               | н/д         |
| Король Лев 3: Хакуна матата  | 78 % (18 отзывов)  | н/д               | н/д         |
| Король Лев (2019)            | 52 % (430 отзывов) | 55 % (54 отзывов) | A           |